# Fantastic Stories
Fantastic Stories é uma coleção de seis histórias curtas escritas pelo autor soviético Andrei Sinyavsky, conhecido também pelo pseudônimo de Abram Tertz entre os anos de 1955 e 1961.

## Sobre
Fantastic Stories ou Histórias Fantásticas em português, até o momento ainda não foi lançado uma versão na língua portuguesa, tanto no Brasil, quanto em Portugal ou outras nacionalidades de língua portuguesa, destas histórias, é uma coleção de seis histórias curtas escritas pelo autor soviético Andrei Sinyavsky, conhecido também pelo pseudônimo de Abram Tertz entre os anos de 1955 e 1961, sua primeira publicação foi em 1963 pela Pantheon Books. Os títulos das histórias são "At the Circus" [No Circo], "The Graphomaniacs" [Os Grafomaníacos], "The Tenants" [Os Inquilinos], "You and I" [Você e Eu], "The Icicle" [O Ícone] e "Phkents" [Sem tradução]. Todos os contos fantásticos são escritos em um estilo de "Realismo Fantástico", que combina arte fantasmagórica com realismo socialista.